# Innhausen und Knyphausen

Stammwappen derer zu Inn- und Knyphausen

Innhausen und Knyphausen, abgekürzt Inn- und Knyphausen, oftmals nur Knyphausen bzw. Kniphausen, ist der Name eines alten ostfriesischen Häuptlingsgeschlechts. Einige Zweige der Familie bestehen bis heute.

## Geschichte

### Herkunft
Das Geschlecht war wie alle friesische Adelsfamilien edelfreier oder zumindest freier Herkunft. Die ununterbrochene Stammreihe beginnt mit dem um 1350 geborenen Grote Onneken. Er starb vor dem 6. April 1409 (vermutlich am 24. August 1405) als Häuptling zu Sengwarden (heute Stadtteil von Wilhelmshaven). Die Ortschaft wird 1168 erstmals urkundlich erwähnt und war während des Mittelalters eine eigenständige Herrlichkeit.

### Ausbreitung und Persönlichkeiten

#### Erbe der Tiarksena zu Innhausen

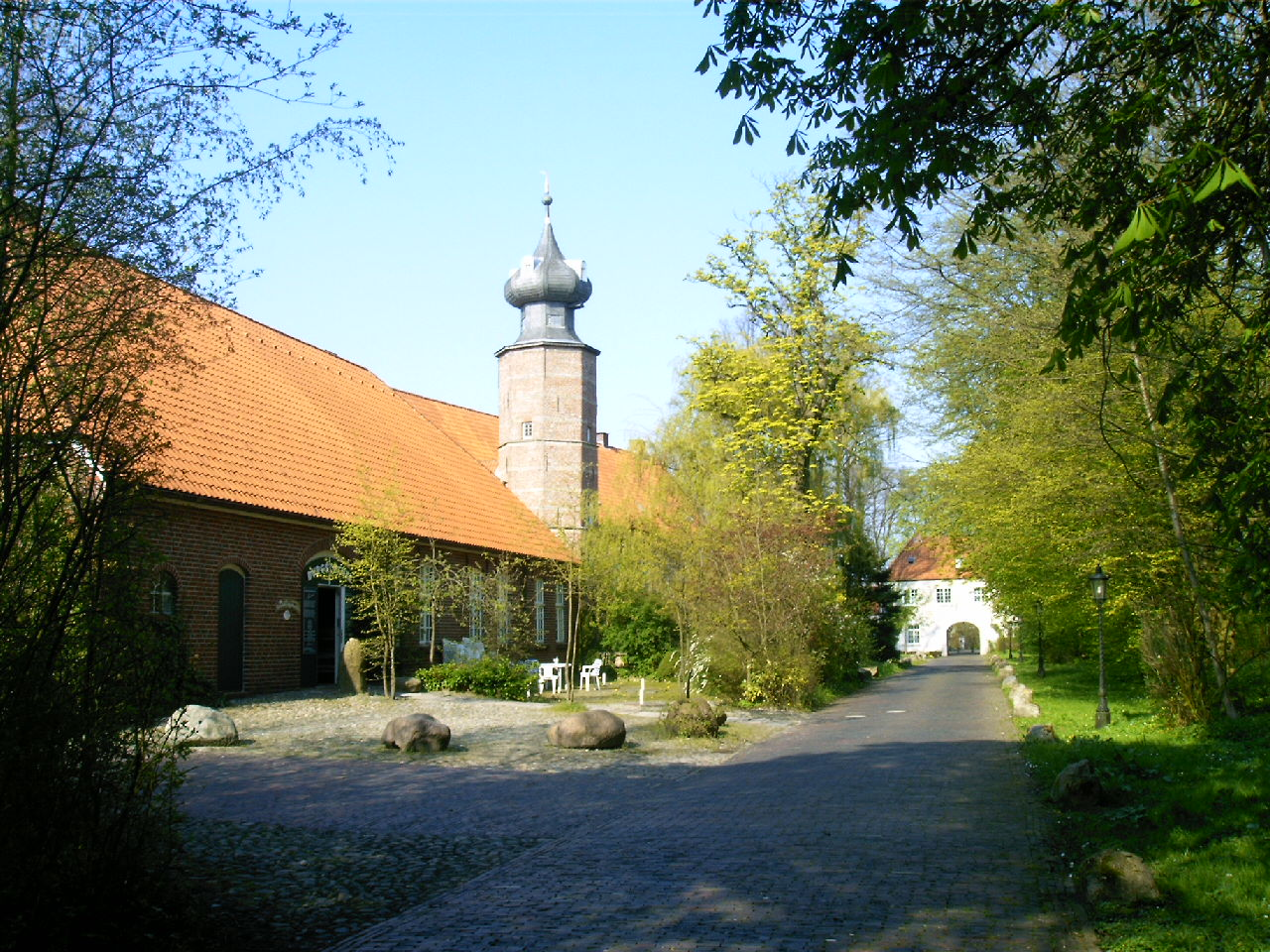
Burg Kniphausen

Iko, der jüngere Sohn des Stammvaters Grote Onneken, heiratete eine Enkeltochter von Ino Tiarksena, um 1350 Richter von Östringen und mutmaßlicher Erbauer der Burg Innhausen (auch Inhausen), nämlich Hilleda Tiarksena, Tochter und Erbin des Popko Ihnen, Häuptling zu Innhausen. Die Burg war Mittelpunkt der Herrschaft, die den Umfang des Kirchspiels Sengwarden besaß. Iko starb 1454, seinem Schwiegervater nachfolgend, als Häuptling von Innhausen. Aus seiner dritten Ehe mit Tetta von Raffhusen stammte Alko der Böse (urkundlich 1447–1474), ebenfalls Häuptling zu Innhausen. Dessen Sohn Folef (auch Fulf) Alksen (etwa 1465–1530/31) erhielt 1496 durch Erbgang von seinem Vetter die reichsunmittelbare Herrschaft Kniphausen mit der Burg Kniphausen und vereinte beide Herrschaften als Häuptling zu Inn- und Knyphausen. Folef war mit Hyma Bindelef Beninga, Tochter des Ubbo Beninga zu Upleward und der Hebrich Beninga zu Grimersum, verheiratet. Er war ein treuer Anhänger und Ratgeber des Grafen Edzard dem Großen von Ostfriesland. Die Herrschaft umfasste nun die Kirchspiele Accum, Sengwarden und Fedderwarden und damit eine Fläche von etwa 45 km².

#### Herrschaft Inn- und Knyphausen
Die Herrschaft Inn- und Knyphausen ging an den Sohn von Folef, Tido Folefsen (1500–1565), einem Gegner der Maria von Jever. Er heiratete Eva Gräfin von Rennenberg, Tochter des Wilhelm Graf von Rennenberg und der Cornelia Gräfin von Cuylenburg. Tido erbaute die Klunderburg, war Häuptling zu Inn- und Knyphausen und Landrat. 1547 verlor er die Herrschaft Inn- und Kniephausen an die Herrschaft Jever. Nach kurzzeitigem Rückgewinn wurde die Herrschaft 1623/1624 in einem Prozess vor dem Reichskammergericht in Speyer endgültig an die Grafen von Oldenburg abgetreten. Den Vergleich vor dem Reichskammergericht mit dem Grafen Anton Günther von Oldenburg schloss Tidos Enkel Philipp Wilhelm von Innhausen und Knyphausen (1591–1652), der sich die Fortführung des Titels Freiherr zu Innhausen und Knyphausen ausdrücklich vorbehielt. Vereinbart wurde auch eine jährliche Rente, die noch 340 Jahre später bis zu einem Ablösevertrag mit dem Land Niedersachsen im Jahre 1964 ausbezahlt wurde.

#### Erbe der Manninga zu Lütetsburg

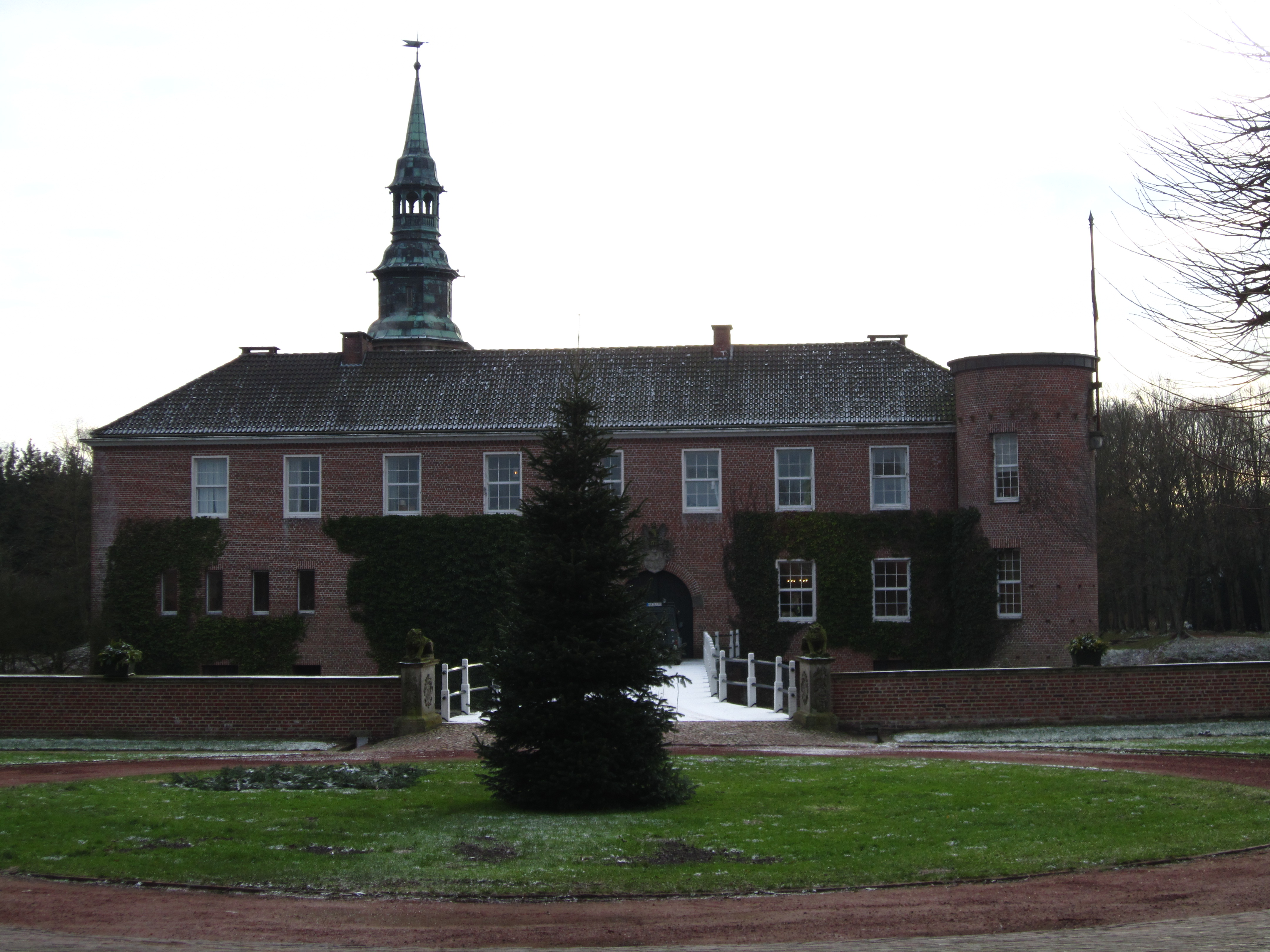
Schloss Lütetsburg

Philipp Wilhelms Onkel Wilhelm (1557–1631), seit 1588 Reichsfreiherr zu Innhausen und Knyphausen, heiratete Hyma, die Erbtochter des Unico Manninga, des letzten Häuptlings aus diesem alten ostfriesischen Dynastengeschlecht, den Erbauern der Manningaburg in Pewsum. Wilhelm, auf Visquard, Jennelt und Upleward, Drost zu Norden, erhielt 1581, laut Testament seines Schwiegervaters Unico Manninga, die zum Majorat ernannte Herrlichkeit Lützburg (Lütetsburg). Aus diesem Besitz wurde 1584 ein Fideikommiss gestiftet. Seine Söhne, darunter Dodo (* 1583; gefallen in der Schlacht bei Haselünne 1636), königlich schwedischer Feldmarschall während des Dreißigjährigen Krieges, Herr auf Jennelt und Weißen-Klempenow bei Stargard, Herr des Emslandes, erhielten 1635 den Reichsfreiherrenstand mit der Bestimmung, dass der jeweilige Majoratsherr der Herrschaft Lütetsburg den Titel Edler Herr zu Lütetsburg und Bergum führen durfte. Seit dem 16. November 1867 war der Inhaber des Fideikommiss außerdem erbliches Mitglied des Preußischen Herrenhauses.

#### Nach dem Dreißigjährigen Krieg

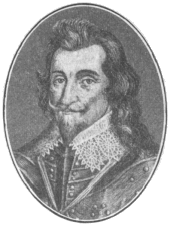
Dodo zu Innhausen und Knyphausen
(1583–1636)

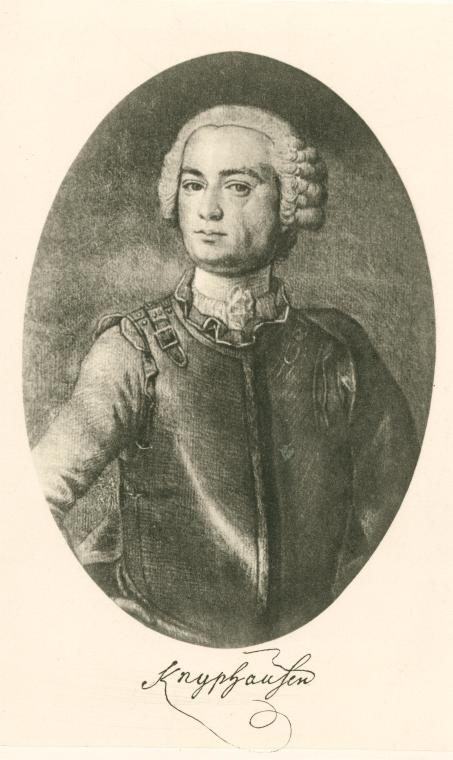
Wilhelm zu Innhausen und Knyphausen
(1716–1800)

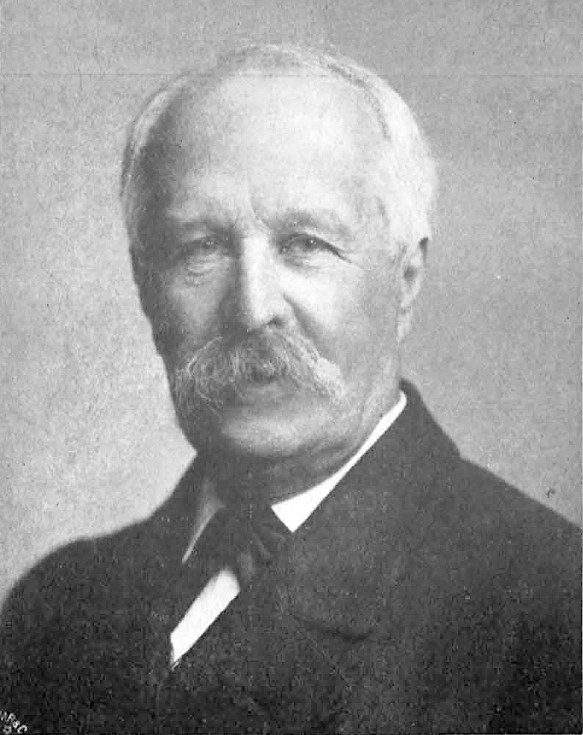
Edzard Fürst zu Innhausen und Knyphausen
(1827–1908)

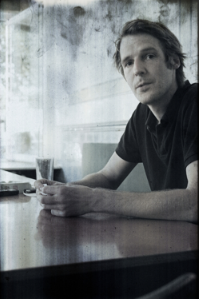
Gisbert zu Knyphausen
(* 1979)

Dodos Sohn Enno Adam (1611–1654), auf Jennelt und Weißen-Klempenow, stand als Oberst ebenfalls in königlich schwedischen, aber auch in niederländischen Militärdiensten. Seine Frau Occa Johanna Freiin von Ripperda war in zweiter Ehe seit 1656 mit dem schwedischen Reichsrat, Generalgouverneur und Reichszeugmeister Erik Graf Stenbock (* 1611) verheiratet, der aber bereits 1659 vor Kopenhagen fiel. Sie war die Obersthofmeisterin der Königin Hedwig Eleonora von Schweden. Enno und Occas Nachkommen gelangten in Kurbrandenburg zu weiterem Besitz und Ansehen. Dodo (1641–1698), einer der Söhne, Majoratsherr auf Lütetsburg und Jennelt, war fürstlich ostfriesischer Hofrichter und wurde kurbrandenburgischer Wirklicher Geheimer Staatsrat, Kammerpräsident und Staatsminister. Verheiratet war er mit Hedwig Oriana Freiin von Frydag. Beider jüngerer Sohn Friedrich Ernst Freiherr zu Innhausen und Knyphausen wurde königlich preußischer Geheimer Staatsminister. Der ältere Sohn, Franz Ferdinand Freiherr zu Innhausen und Knyphausen (1673–1725), Majoratsherr auf Lütetsburg und Bergum, war Präsident der Ostfriesischen Ritterschaft. Er heiratete 1706 in Berlin Sophie Luise von Tettau, Tochter des königlich preußischen Generalleutnants und Kammerherrn, Gouverneurs von Spandau und Kommandeurs der Gardes du Corps, Johann Georg von Tettau auf Wolienen usw. Der älteste Sohn, Karl Philipp (1711–1784), Majoratsherr auf Lütetsburg, Jennelt und Bergum, ebenfalls Präsident der Ostfriesischen Ritterschaft, war mit Sophie Charlotte Baronesse Wedel-Jarlsberg, Tochter des königlich dänischen Geheimen Rats und Generalleutnants Erhard Baron Wedel-Jarlsberg, Majoratsherrn auf Herrlichkeit Evenburg, und der Marie Juliane Gräfin von Frydag, Erbin von Herrlichkeit Gödens, verheiratet. Aus der Ehe Karl Philipps mit Sophie Charlotte stammen die Söhne Edzard Mauritz (1748–1824) und Karl Gustav (1749–1841), Stifter der beiden Hauptlinien.

#### Ältere Hauptlinie (Älterer und Jüngerer Ast)
Edzard Mauritz wiederum hatte die beiden Söhne Carl (1784–1860) und Franz (1792–1875).
Nach dem Wiener Kongress 1815 und der Einverleibung Ostfrieslands in das Königreich Hannover, erhielt Carl Graf zu Innhausen und Knyphausen am 25. April 1834, auf Grund des von seinem Vorfahren, dem Häuptling Unico Manninga, gestifteten Majorats, eine erbliche Virilstimme in der ersten Kammer der Allgemeinen Ständeversammlung des Königreichs Hannover. Carl Graf zu Innhausen und Knyphausen († 1860) wurde königlich hannoverischer Wirklicher Geheimer Rat, Kammerherr, Gesandter und bevollmächtigter Minister an den königlich preußischen und sächsischen Höfen. Aus seiner Ehe mit Luise Gräfin von Kielmansegg, Tochter des Friedrich Graf von Kielmannsegg, königlich hannoverischer General der Infanterie, ging Edzard Graf zu Innhausen und Knyphausen (1827–1908) hervor, der königlich hannoverischer Kammerherr und Landrat des Fürstentums Ostfriesland wurde. Er war Majoratsherr der Herrschaft Lütetsburg sowie Besitzer des Gutes Visquard und des Freihofes Nienhagen. Seine Frau erbte den Krassow'schen Fideikommiss Pansevitz auf Rügen. Edzard wurde zu Neujahr 1900 in den preußischen Fürstenstand erhoben und ist somit Stifter des fürstlichen Astes, während sein Onkel Franz (1792–1875), Fideikommissherr auf Jennelt und Arle, königlich hannoverischer Oberappellations-Gerichtsrat, außerordentliches Mitglied des Staatsrats und Präsident der Stände des Fürstentums Ostfriesland, den rein gräflichen Ast des Geschlechts begründete.
Dritter und letzter Fürst zu Innhausen und Knyphausen war der unverheiratet gebliebene Wilhelm Edzard (* 1908), der infolge des extremen Hochwassers der Melezza am 7. August 1978 in seinem Ferienhaus in Terre di Pedemonte im Tessin im Süden der Schweiz verstarb. Er hatte 1961 Moritz Freiherr zu Innhausen und Knyphausen (* 1948) aus der primogenitur-gräflichen jüngeren Innhausen-Linie Haus Bodelschwingh-Plettenberg als Graf zu Innhausen und Knyphausen adoptiert. Weiters adoptierte er 1972 seinen Neffen und Nichten, Christian von Plessen (* 1939), Doda von Plessen (1941, vermählte Hansen) und Occa von Plessen (* 1942, vermählte von Reden), Kinder seiner Schwester Hilleda geb. Gräfin zu Innhausen und Knyphausen (1912–1945) und des Bernhard von Plessen (1908–2003) zu Damshagen und Schönfeld.
Aus der fürstlichen Linie stammte Huberta Gräfin zu Innhausen und Knyphausen (1942–2011), Tochter des Karl-Theodor Graf zu Innhausen und Knyphausen (1910–1942) auf Pansevitz, Insel Rügen, Nichte des letzten und Enkelin des zweiten Fürsten, Dodo (1876–1931), die seit 1968 mit dem Rechtsanwalt Jörg von Hugo (1940–2004) verheiratet war, der gemäß § 1355 BGB seit 1979 den Namen von Hugo-Graf zu Innhausen und Knyphausen führte. Die aus der Ehe stammenden Kinder Tido, Alvo und Theda führen den Namen Graf bzw. Gräfin zu Innhausen und Knyphausen. Die Familie bewohnt Schloss Lütetsburg. Tido Graf zu Inn- und Knyphausen (* 1972) ist Geschäftsführer und Generalverwalter des Gräflichen Rentamts Lütetsburg sowie Geschäftsführer der Golfanlage Schloss Lütetsburg. Seit 2003 ist er mit Margareta von Strantz (* 1977) verheiratet, mit der er drei Söhne und eine Tochter hat. Sein Bruder Alvo Graf zu Inn- und Knyphausen (* 1975) gehört dem Vorstand der Stiftung Schlosspark Pansevitz an und ist mit Fabia Wegener (* 1977) verheiratet, mit der er zwei Söhne hat.

#### Jüngere Hauptlinie (Älterer und Jüngerer Ast)
Die jüngere Hauptlinie, begründet von Karl Gustav Freiherr zu Innhausen und Knyphausen (1749–1841), königlich preußische Kammerherr, hatte durch ihn bis Mitte des 19. Jahrhunderts die Herrschaft Jennelt und das Gut Arle besessen. Diesen Besitz hatte sie dann an den gräflichen (jüngeren) Ast der älteren Hauptlinie abgetreten. Karl Gustav hatte die beiden Söhne Moritz (1795–1854), Stammvater des älteren, später in Primogenitur gräflichen Astes Bodelschwingh-Plettenberg, und Wilhelm (1797–1863), königlich preußischer Leutnant a. D., Rechtsritter des Johanniterordens, Stammvater des jüngeren, rein freiherrlichen Astes. Der ältere Ast besaß weiter unter anderem das Gut Erstes Haus Leer und das Klostergut Thedinga (zeitweise als Fideikommiss Leer-Thedinga) in Ostfriesland und die 1945 enteigneten Güter Geiglitz in Hinterpommern, Görlitz in Ostpreußen und Kalittken im Kreis Rosenberg in Westpreußen.

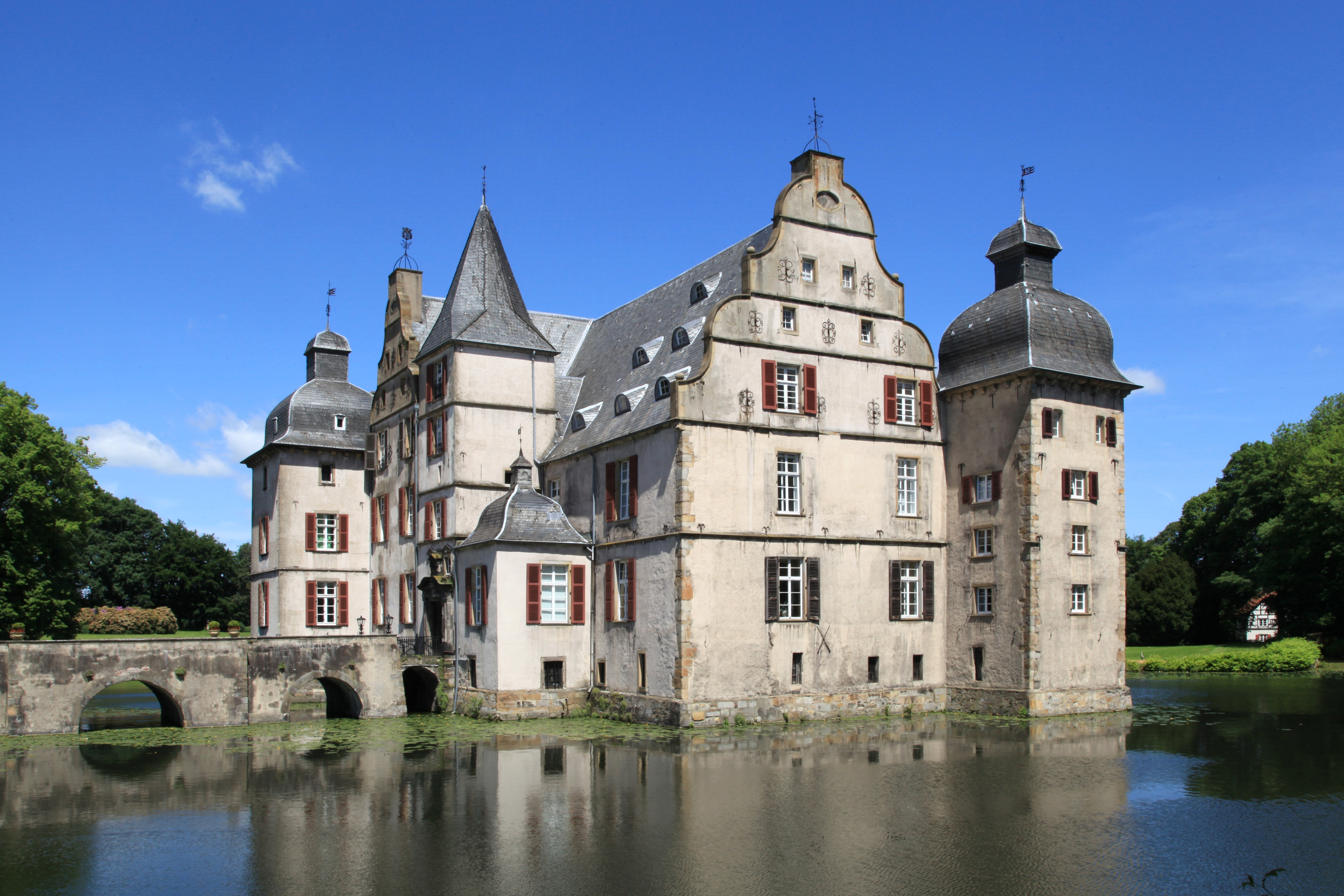
Haus Bodelschwingh

Aus dem älteren Ast kam Moritz Freiherr zu Innhausen und Knyphausen (1795–1854), Drost zu Esens und königlich preußischer Oberst a. D., Ehrenritter des Johanniterordens. Aus dessen erster Ehe mit Maria Gräfin von Haeseler († 1840) stammte Dodo Alexander Moritz Freiherr zu Innhausen und Knyphausen, nachmals auch Graf von Bodelschwingh-Plettenberg (1835–1911), königlich preußischer Major und Kammerherr und Fideikommissherr auf Leer-Thedinga. Durch seine Ehe mit Wilhelmine von Bodelschwingh-Plettenberg, Tochter des Grafen Carl von Bodelschwingh-Plettenberg, kam Haus Bodelschwingh in die Familie, ferner das benachbarte Haus Rodenberg und der Draiser Hof im Rheingau (heute Weingut Baron Knyphausen). Sein Sohn Karl Moritz Freiherr zu Innhausen und Knyphausen, Graf von Bodelschwingh-Plettenberg (1871–1958), war Fideikommissherr auf Bodelschwingh. Dessen Sohn Edzard (1905–1983), auf Bodelschwingh usw., Landwirt und wie sein Vater Rechtsritter des Johanniterordens, war der letzte Träger des Primogeniturtitels bzw. -namens Graf von Bodelschwingh-Plettenberg, seine Kinder führen alle den gleichen Namen Freiherr bzw. Freiin zu Innhausen und Knyphausen; der Sohn seines Vetters Dodo, Moritz (* 1948), ist allerdings ein Adoptivsohn des Wilhelm Edzard Fürst zu Innhausen und Knyphausen († 1978) aus der älteren Hauptlinie, und trägt daher den Namen Graf zu Innhausen und Knyphausen.

### Freiherrlich niederländische Linie
Die niederländische Linie erhielt 1814 den niederländischen Adel und starb 1884 aus. Sie verwendete teils die deutsche Namensform, teils die niederländische: van In- en Kniphuisen, selten auch van In- en Kniphuizen. Ihren Ursprung hat diese Nebenlinie bei Enno Wilhelm von Innhausen und Knyphausen (* 28. März 1586; † 16. November 1656), dem jüngeren Bruder des Dodo von Knyphausen. Enno Wilhelm war Oberst und Kommandant von Hamburg. Er heiratete 1617 Anna Maria von Amelunxen († 1657) aus dem Haus Geßmühl. Dessen Sohn Rudolph Wilhelm (* 1620; † 30. November 1666) studierte in Groningen Jurisprudenz und wurde diplomatischer Vertreter der Generalstaaten. Er heiratete Margareths Beata von Fridagh-Loringhoff (1621–1665). Deren Sohn Haro Caspar (1646–1694) heiratete 1663 die Erbtochter Petronella Anna Lewe (1648–1686). Als sein Schwager Evert Lewe 1685 starb, erbte Haro Caspar van In- en Kniphuisen die Burg und das Gut Ulrum bei Groningen. Seither war die Burg Ulrum der Stammsitz der niederländischen Linie der Familie.
Haro Caspar und Anna van In- en Kniphuisen hatten mehrere Kinder. Fortgesetzt wurde die Stammreihe durch Hendrik Ferdinand (1666–1716), der 1693 Aurelia ave Jarges (1666–1702) heiratete. Deren Sohn Haro Caspar (1698–1741) war holländischer Militär und heiratete Petronella Anna Lewe (1702–1771). Deren Sohn Ferdinand Folef (* 7. Juni 1736; † 12. Mai 1796) heiratete 1768 in zweiter Ehe Anna Maria Graafland (1743–1803) und setzte die Stammreihe fort. Sein Sohn Haro Caspar (* 4. Mai 1777; † 3. Januar 1842) heiratete Susanna Elisabeth Alberda Bijma (von Bloemersma) (* 4. November 1769; † 30. Dezember 1836). Sein Sohn Ferdinand Folef (* 4. Mai 1804; † 23. November 1884) war als „de dolle jonker“ (der verrückte Freiherr) bekannt. Er wurde Bürgermeister von Leek und Marum. Mit ihm endete die Linie.

### Standeserhebungen

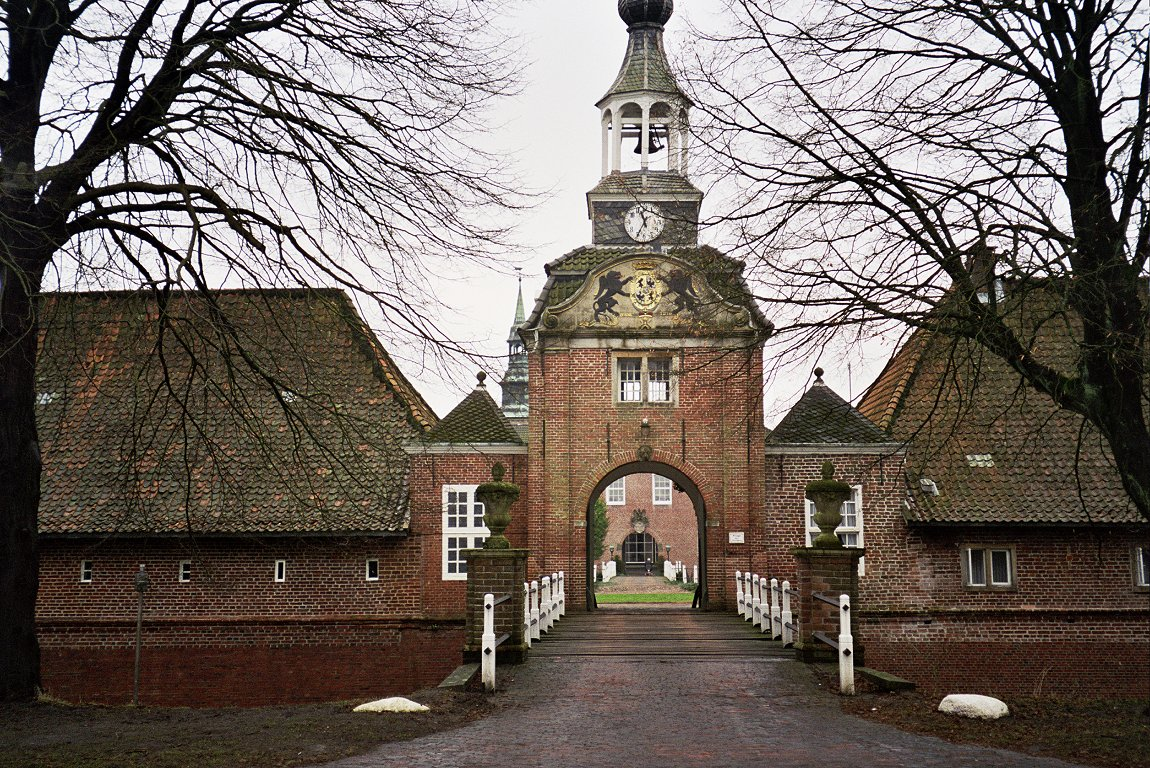
Torhaus von Schloss Lütetsburg

Iko und Wilhelm zu Innhausen und Knyphausen, Herren auf Lütetsburg, wurden am 14. Juni 1588 zu Prag in den Reichsfreiherrenstand als Freiherr zu Eltern und Vogelsang, Erbmeier zu Bastenach (Bastenack) erhoben. Ebenfalls den Reichsfreiherrenstand als Edler Herr zu Lütetsburg und Bergum erhielten am 19. September 1635 zu Ebersdorf die Brüder Tido, gräflich ostfriesischer Geheimrat und Präsident, Enno Wilhelm, Oberst und Kommandeur der Hansestadt Hamburg, und Carl Friedrich zu Innhausen und Knyphausen. Eine Bestätigung des Reichsfreiherrenstandes mit der Anrede Wohlgeboren erhielten am 17. Juli 1671 zu Wien die Brüder Dodo und Moritz zu Innhausen und Knyphausen.
Georg Wilhelm zu Innhausen und Knyphausen, Freiherr zu Eltern und Vogelsang, Staatsrat der Stände der Vereinigten Niederlande und Präsident der ostfriesischen Ritterschaft, wurde am 9. März 1694 zu Wien in den Reichsgrafenstand erhoben mit der Anrede Hoch- und Wohlgeboren und einer Wappenmehrung. Mit dem Tod seines Sohnes Carl Wilhelm erlosch dieser reichsgräfliche Zweig.
Aus der älteren Linie erhielt am 5. März 1816, veröffentlicht am 23. Juli 1816 zu Carlton House, Edzard Mauritz Freiherr zu Inn- und Knyphausen (1748–1824), königlich hannoverischer Präsident der Ostfriesischen Kammer, den hannoverischen Grafenstand. Sein Enkel Edzard Graf zu Innhausen und Knyphausen, Edler Herr zu Lütetsburg und Bergum (1827–1908), königlich preußischer Wirklicher Geheimer Rat und erbliches Mitglied des Preußischen Herrenhauses, wurde am 1. Januar 1900 zu Berlin in den preußischen Fürstenstand mit der Anrede Durchlaucht erhoben. Der Titel war in primogenitur und gebunden an den Besitz des Fideikommiss Lütetsburg und Bergum. Die Nachgeborenen führten den Titel Graf bzw. Gräfin zu Innhausen und Knyphausen.
Aus der jüngeren Linie kam Dodo Freiherr zu Innhausen und Knyphausen (1835–1911), Fideikommissherr auf Leer-Thedinga, königlich preußischer Kammerherr und Major. Er erhielt nach seiner Heirat mit Minette Freiin von Bodelschwingh-Plettenberg, Fideikommissherrin auf Bodelschwingh, am 17. Februar 1908 zu Berlin durch Allerhöchste Kabinettsorder sowie durch Diplom vom 15. Mai 1908 zu Wiesbaden eine preußische Namensvereinigung mit dem der Freiherren von Bodelschwingh-Plettenberg als Freiherr zu Innhausen und Knyphausen von Bodelschwingh-Plettenberg. Der Titel war geknüpft an den Besitz des Fideikommiss Bodelschwingh. Am 5. August 1909 zu Swinemünde wurde er, durch Allerhöchste Kabinettsorder, als Freiherr zu Innhausen und Knyphausen, Graf von Bodelschwingh-Plettenberg, in den preußischen Grafenstand erhoben (Diplom ausgestellt am 10. August 1909 zu Hohensyburg). Der Titel war gebunden an den Besitz des Fideikommiss Bodelschwingh.
Durch ihre Abkunft vom historischen Adel gab es auch nach 1919 vereinzelt den Wunsch, die tradierte historische Stellung nach den vor 1919 bestehenden Rechtsgrundsätzen bewerten lassen zu wollen. Auf Antrag erfolgte nach einem entsprechenden Gutachten eine adelsrechtliche Nichtbeanstandung als Graf zu Innhausen und Knyphausen für Moritz Freiherr zu Innhausen und Knyphausen (* 1948) aus dem gräflichen Hause Bodelschwingh-Plettenberg am 21. Oktober 1963 zu Marburg an der Lahn durch den Ausschuß für Adelsrechtliche Fragen der Deutschen Adelsverbände. Er ist seit 1961 Adoptivsohn von Wilhelm Edzard Fürst zu Innhausen und Knyphausen (1908–1978).

## Wappen

### Stammwappen
Das Stammwappen zeigt in Gold einen schwarzen Löwen. Auf dem Helm mit rot-goldenen Decken ein wachsender schwarzer Löwe zwischen zwei goldenen Flügeln. Nach dem Genealogischen Handbuch des Adels sind die Helmdecken schwarz-golden und die Flügel rechts golden und links schwarz.
Wegen der Herrschaft Kniphausen figuriert das Stammwappen der Innhausen und Knyphausen im Staatswappen des Großherzogtums Oldenburg (Feld 6).

### Freiherrliches und Gräfliches Wappen
Das freiherrliche Wappen, verliehen 1588, ist geviert und belegt mit einem von Grün und Schwarz gespaltenen Mittelschild, darin ein gekrönter silberner Löwe (Wappen der erloschenen Manninga). 1 und 4 das Stammwappen, 2 und 3 in Silber ein schwarzer Drache mit ausgebreiteten Flügeln und goldenem Halsring (Wappen der erloschenen Beninga zu Upleward). Das Wappen hat drei Helme, rechts der Stammhelm, auf dem mittleren mit grün-silbernen Decken ein goldener Pelikan mit Jungen im Nest und sieben (vier nach rechts und drei nach links) von Grün und Schwarz geteilten abfliegenden Fähnchen an goldenen Stangen (Helm der Manninga), auf dem linken Helm mit schwarz-silbernen Decken der Drache (Helm der Beninga zu Upleward).
Als Schildhalter zwei widersehende goldbewehrte schwarze Greifen. Der Wahlspruch lautet: Veritas vincit (lat. die Wahrheit siegt). Das spätere gräfliche Wappen sieht ebenso aus.

### Historische Wappenbilder

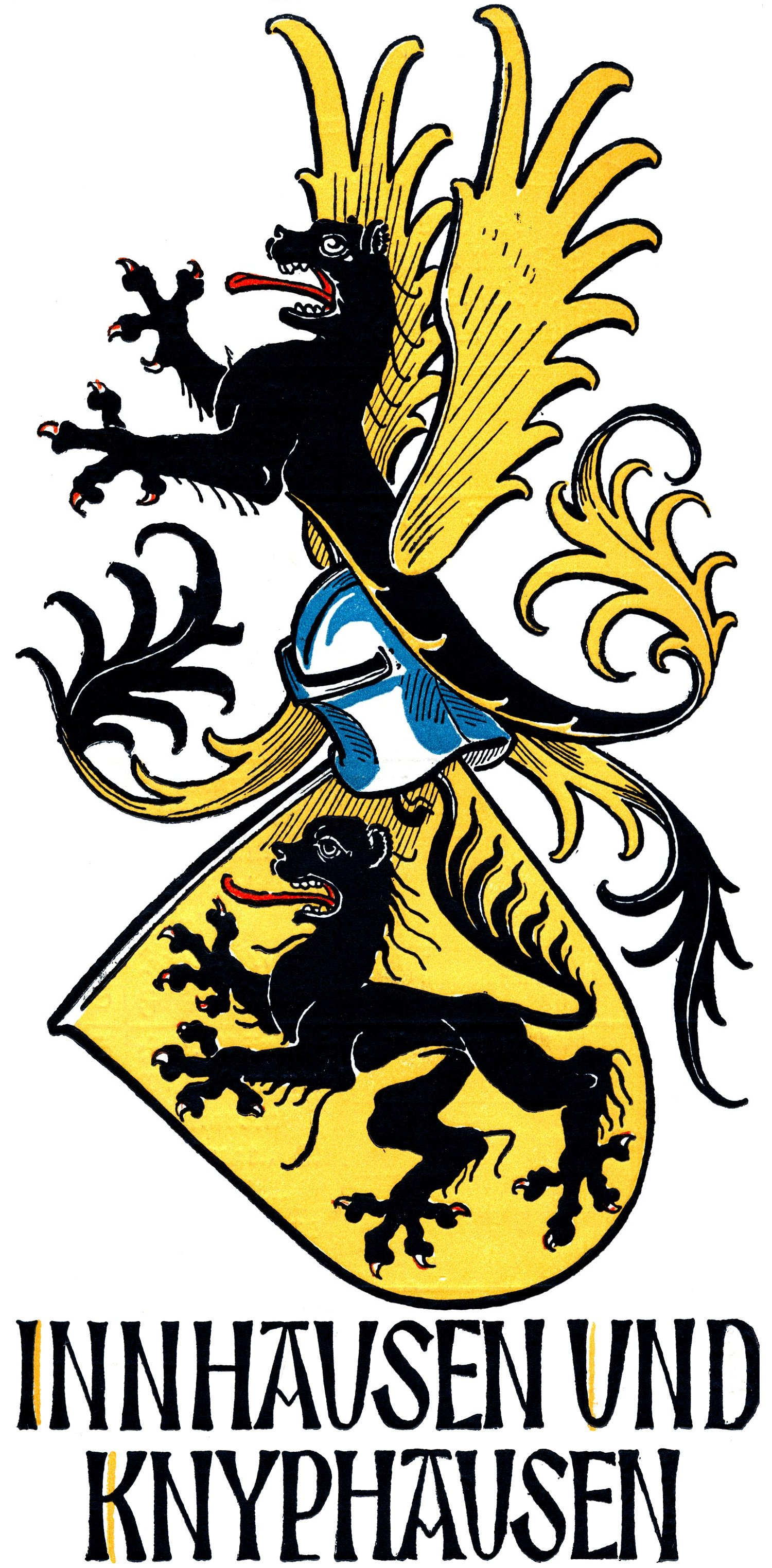
Stammwappen von Otto Hupp im Münchener Kalender von 1902
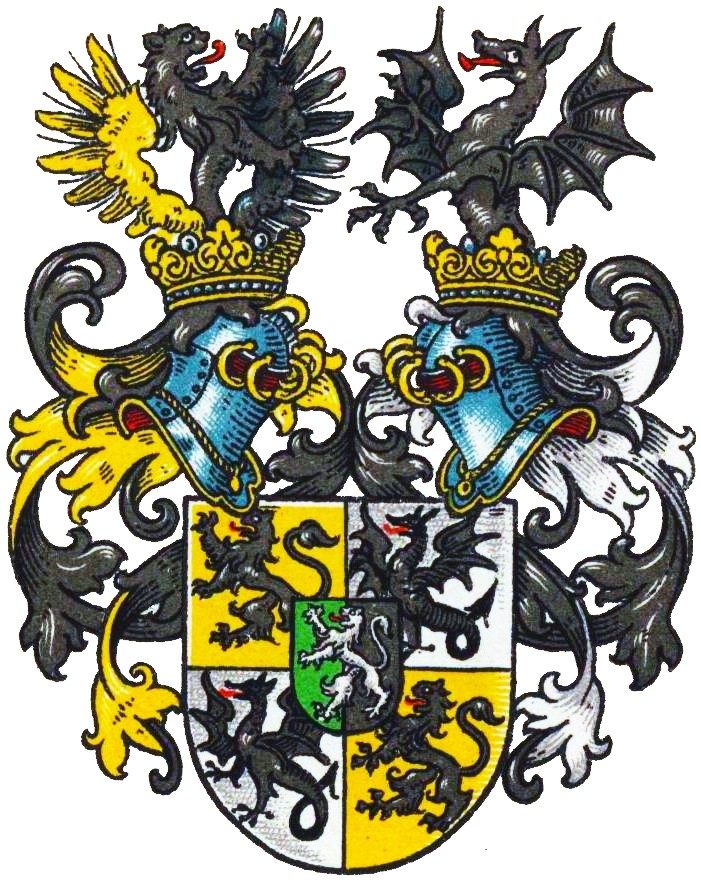
Wappen der Freiherren zu Innhausen und Knyphausen von 1588 im Wappenbuch des Westfälischen Adels (der Helm der Manninga fehlt hier)
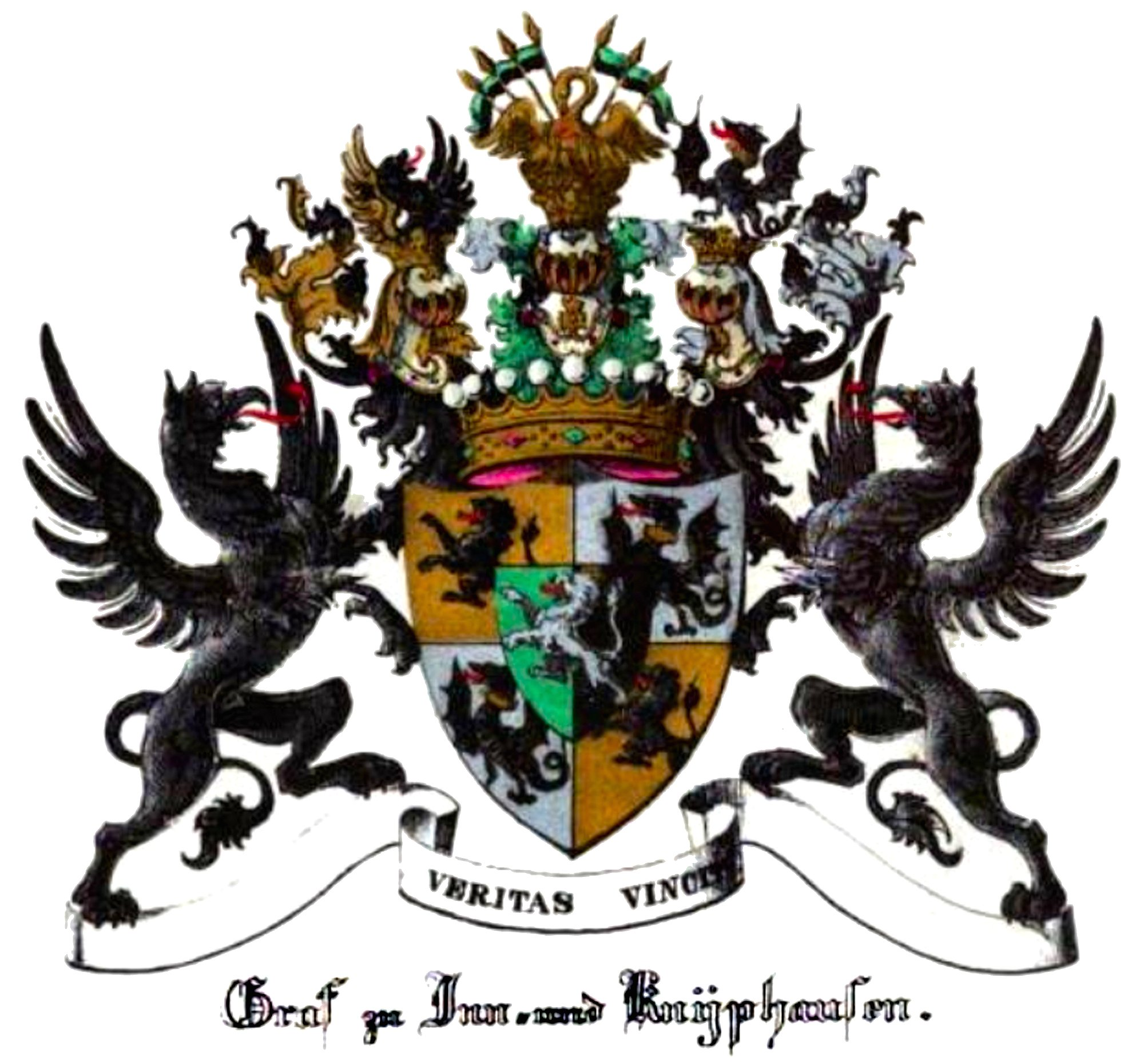
Wappen der Grafen zu Inn- und Knyphausen
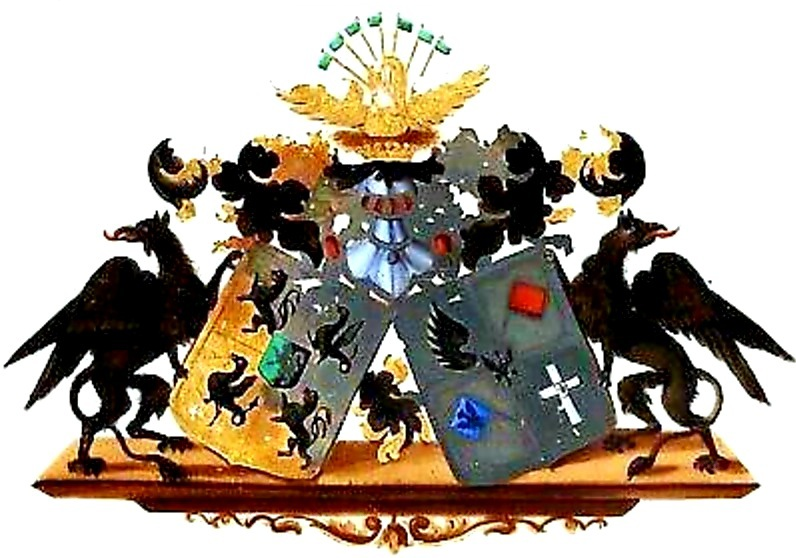
Ehe-Allianzwappen Moritz, Freiherr von Innhausen und Knyphausen, Herr zu Leer und Thedinga, Drost zu Esens (1795–1854), und Marie geb. Comtess von Haeseler (1806–1840)

## Familienmitglieder
- Alko der Böse oder Alko Onneken (urkundlich seit 1447; † 1474), Häuptling zu Innhausen
- Anton zu Innhausen und Knyphausen (1905–1997), deutscher Journalist und Galerist
- Carl Philipp zu Innhausen und Knyphausen (1711–1784),  ostfriesischer Edelherr, Herr auf Schloss Lütetsburg
- Carl Wilhelm Georg zu Inn- und Knyphausen (Karl Wilhelm Georg Inn- und Knyphausen; Karl Wilhelm Georg zu Innhausen und Knyphausen; 1784–1860), deutscher Kammerherr, Kommunalpolitiker, Schatzrat und Gesandter des Königreichs Hannover
- Dodo zu Innhausen und Knyphausen (* 1583; † 1636), bedeutender Feldherr im Dreißigjährigen Krieg
- Dodo (II.) zu Innhausen und Knyphausen (* 1641; † 1698), brandenburgischer Staatsmann
- Dodo Heinrich zu Innhausen und Knyphausen (* 1729; † 1789), preußischer Diplomat
- Dodo Fürst zu Innhausen und Knyphausen (* 1876 † 1931), deutscher Großgrundbesitzer und Parlamentarier
- Dodo zu Innhausen und Knyphausen (Landrat) (* 1877 † 1967), deutscher Rittergutsbesitzer und Verwaltungsbeamter
- Edzard zu Innhausen und Knyphausen (Edzard Friedrich Ludwig Fürst zu Innhausen und Knyphausen, * 1827; † 1908), ostfriesischer Adliger und Politiker
- Edzard Moritz zu Innhausen und Knyphausen (* 1748; † 1824), Präsident der Ostfriesischen Landschaft
- Enno Wilhelm von Innhausen und Knyphausen (1586–1656), Kommandant der Garnison Hamburg und dänischer Generalquartiermeister
- Felix zu Knyphausen (* 1969), deutscher Schauspieler
- Friedrich Ernst zu Innhausen und Knyphausen (* 1678; † 1731), brandenburg-preußischer Kammerherr und Minister des Niederrheinisch-Westfälischen Reichskreises
- Gisbert zu Knyphausen (* 1979), deutscher Liedermacher, Sänger und Gitarrist
- Karl zu Innhausen und Knyphausen (Münzsammler) (1831–1880), deutscher Münzsammler
- Karl Wilhelm Georg zu Innhausen und Knyphausen (1784–1860), königlich hannoverscher Kammerherr, Schatzrat und Gesandter
- Philipp Wilhelm von Innhausen und Knyphausen (* 1591; † 1652), deutscher Kommunalpolitiker
- Rudolf Wilhelm zu Innhausen und Knyphausen (* 1620; † 1666), niederländischer Diplomat
- Wilhelm zu Innhausen und Knyphausen (* 1716; † 1800), hessen-kasselscher General im Amerikanischen Unabhängigkeitskrieg

## Straßenname
Eine Knyphausenstraße gibt es in Dortmund, Norden, Norderney und Jennelt.
Eine Kniphauser Straße gibt es im Wilhelmshavener Stadtteil Schaar.
Eine Straße Kniphauser Deich gibt es im Wilhelmshavener Stadtteil Rüstersiel, ehemals Kniphausersiel.

## Weitere Literatur
- Otto Hupp: Münchener Kalender 1902. Buch u. Kunstdruckerei AG, München / Regensburg 1902.
- Dodo zu Innhausen und Knyphausen: Lebenserinnerungen des Dodo Freiherrn zu Innhausen und Knyphausen 1877–1967. Verlag Bernhard, Modautal 2010. ISBN 978-3-00-030729-4.